# Liao Chiung-chih

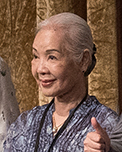

Liao Chiung-chih (em chinês:  廖瓊枝; nascida em 1935 em Keelung) é uma conhecida artista gezaixi de teatro e televisão de Taiwan. Ela recebeu um Golden Bell Award em 1990 pelo seu trabalho na televisão e as suas realizações foram reconhecidas com um Prpémio Cultural Nacional em 2008 e um Prémio de Preservação do Património Cultural Nacional em 2012.